# أنجي زيلتر
أنجي زيلتر (بالإنجليزية: Angie Zelter)‏ (من مواليد 5 يونيو 1951) هي ناشطة بريطانية ومؤسِسة عدد من مجموعات الحملات الدولية، بما في ذلك ترايدنت بلوشارز وخدمة سلام المرأة الدولية. تشتهر زيلتر بحملات العمل المباشر غير العنيفة، وقد تم اعتقالها أكثر من 100 مرة في بلجيكا وكندا وإنجلترا وماليزيا والنرويج وبولندا واسكتلندا، حيث قضت 16 حكمًا بالسجن. تدعي زيلتر أنها «مواطنة عالمية».

## حياتها
أسست زيلتر في الثمانينيات حملة كرة الثلج، والتي شجعت عدة آلاف من الناس على قطع الأسوار حول القواعد العسكرية الأمريكية في المملكة المتحدة. وفي عام 1996 كانت جزءًا من مجموعة قامت بنزع سلاح بي أيه إي هوك جيت، مما تسبب في أضرار بقيمة 1.5 مليون جنيه استرليني ومنع تصديرها إلى إندونيسيا حيث كان يمكن استخدامها لمهاجمة تيمور الشرقية. تمت تبرئتها لهذا العمل في نصر أجبر قضية الحد من التسلح على جدول الأعمال السائد.
جنبًا إلى جنب مع الأمريكية إلين موكسلي وأولا رودر من الدنمارك، أصبحت معروفة باسم واحدة من ثلاثي ترايدنت، بعد نجاح المرأة في دخول ماي تايم Maytime، وهي محطة اختبار سونار ترايدنت العائمة في بحيرة غويل، وتدمير 20 جهاز كمبيوتر وغيرها من المعدات الإلكترونية ومربعات الدوائر، وقطع الهوائي، وآلات التشويش مع الحواسب الفائقة، والرمل، وسجلات المنقار، والملفات، وأجهزة الكمبيوتر، والأوراق في البحر. في ديسمبر 2001، تم منح ثلاثي ترايدنت جائزة جائزة سبل العيش الصحيحة Right Livelihood Award.
وفي مارس 2012، ألقت الشرطة الكورية الجنوبية القبض على أنجي زيلتر لعرقلة بناء قاعدة جيجو دو البحرية المثيرة للجدل.
وفي سبتمبر 2014، تلقت زيلتر جائزة إسطنبول هرانت دينك عن مكافحتها للأسلحة نووية.